# Šance pro jihozápad
Šance pro jihozápad je zájmové sdružení právnických osob v okresu Domažlice a okresu Klatovy a okresu Plzeň-jih a okresu Tachov, jeho sídlem je Klenčí pod Čerchovem a jeho cílem je regionální rozvoj, získávání dotací. Sdružuje celkem 116 obcí a byl založen v roce 1999.

## Obce sdružené v mikroregionu
- Biřkov
- Červené Poříčí
- Dolany
- Chocomyšl
- Chudenice
- Ježovy
- Kaničky
- Křenice
- Mezihoří
- Němčice
- Poleň
- Švihov
- Úboč
- Únějovice
- Všepadly
- Vřeskovice
- Bor
- Hošťka
- Přimda
- Rozvadov
- Staré Sedliště
- Stráž
- Třemešné
- Chodov
- Česká Kubice
- Díly
- Klenčí pod Čerchovem
- Luženičky
- Nemanice
- Nový Kramolín
- Otov
- Pařezov
- Pec
- Trhanov
- Újezd
- Vlkanov
- Ždánov
- Brod nad Tichou
- Broumov
- Ctiboř
- Chodský Újezd
- Halže
- Obora
- Studánka
- Tisová
- Zadní Chodov
- Chlumy
- Čížkov
- Čmelíny
- Klášter
- Kozlovice
- Kramolín
- Louňová
- Měcholupy
- Mileč
- Milínov
- Mladý Smolivec
- Mohelnice
- Nekvasovy
- Nepomuk
- Neurazy
- Nové Mitrovice
- Polánka
- Prádlo
- Sedliště
- Spálené Poříčí
- Srby
- Tojice
- Třebčice
- Vrčeň
- Žinkovy
- Bolešiny
- Číhaň
- Hnačov
- Mlýnské Struhadlo
- Nalžovské Hory
- Nehodiv
- Obytce
- Plánice
- Újezd u Plánice
- Zavlekov
- Zborovy
- Myslovice
- Břežany
- Hradešice
- Kovčín
- Kvášňovice
- Malý Bor
- Maňovice
- Myslív
- Olšany
- Pačejov
- Nalžovské Hory
- Mezholezy
- Mířkov
- Vidice
- Prostiboř
- Staré Sedlo
- Blovice
- Chlum
- Chocenice
- Drahkov
- Jarov
- Letiny
- Seč
- Střížovice
- Únětice
- Vlčtejn
- Zdemyslice
- Žákava
- Ždírec
- Bezdružice
- Bělá nad Radbuzou
- Běšiny
- Chanovice
- Měčín